# Caterina Murino
Caterina Murino (Cagliari, 15 de septiembre de 1977) es una actriz, modelo y diseñadora de joyas italiana.
En el 2000 representó a su región de Sardegna en la competición Miss Italia de ese año.
Su trabajo más conocido fue en el papel de la chica Bond Solange Dimitrios en Casino Royale (2006).
Caterina Murino también participó en la serie Vientos de agua, la cual narra el fenómeno de la inmigración a través del exilio de un asturiano en 1934 hacia Argentina, huyendo de problemas políticos, y el retorno de su hijo en 2001 debido a la crisis económica de ese país. Fue creada por el director argentino Juan José Campanella. Caterina interpreta a una pianista judeofrancesa que vive en Argentina, siendo la música su pasión.
En el 2010 participa en la película The garden of eden donde encarna a una sensual italiana que vive un tórrido romance con un escritor y su millonaria esposa.
En el 2017 participa en la película Voces ocultas donde comparte créditos con la actriz inglesa Emilia Clarke.
En el 2020 rueda la película Veneciafrenia de Alex de la iglesia donde comparte créditos con  Cosimo Fusco, Ingrid Garcia Jhonsson, Nico Tortella  y Enrico lo Verso
Para el 2021 tiene previsto el estreno de la película Simone la cual fue dirigida por la Venezolana Betty Kaplan y rodada en República Dominicana.

## Empresaria
En el 2019 creó su propia marca de joyas

## Labor Social
Tiene una fundación benéfica que se encarga de atender a las mujeres pobres en las naciones africanas. Es una activista destacada contra la mutilación genital femenina.

## Filmografía
- Ricardo III (obra de teatro)
- 2002, Nowhere
- 2002, Il regalo di Anita
- 2004, L'Enquête Corse
- 2004, L'Amour aux trousses
- 2005, Eleonora d'Arborea
- 2005, Les Bronzés 3
- 2006, Vientos de agua (serie de televisión)
- 2006, Casino Royale
- 2007, St Trinian's
- 2008, Il seme della discordia
- 2008, Made in Italy
- 2009 The Garden of the End como Marta
- 2009, XIII: La conspiración (telefilme)
- 2010, Comme les cinq doigts de la main
- 2011, XIII: La serie (serie de Televisión)
- 2011, La presa
- 2015, Escuadrón de élite
- 2016  Deep (serie de Televisión) 3 episodios
- 2017 Agadah como principessa Ms
- 2017 Voces Ocultas como Malvina
- 2019 Le temps est assain  ( 11 episodios)
- 2020 After The War como Maria
- 2020 Simone dirigido por Betty Kaplan